# Вітебськ (монітор)
«Вітебськ» — радянський річковий монітор, один з чотирьох типу «Житомир» Пінської військової флотилії, колишній польський «Варшава». Упродовж Другої світової війни радянське командування двічі відзначало екіпаж судна за успішні бойові дії.

## Історія служби
Як і три інших монітора даного типу, «Вітебськ» збудували в Гданську на верфі Danziger Werft. На той час польсько-німецькі взаємини були напруженими, тому на німецькому підприємстві Danziger Werft нерідко траплялись випадки саботажу та браку. 13 серпня 1920 року монітор під назвою «Warszawa» увійшов до складу річкової флотилії ВМС Польщі. 1935 року по бортам судна розташували поплавки-булі, що зменшили осадку до 0,6 м. Два роки пізніше було здійснено заміну двигунів та внесено низку незначних конструктивних змін. 18 вересня 1939 року, коли до району базування наближалась Червона Армія, екіпаж судна затопив монітор. 11 жовтня 1939 року спеціальна група ЕПРОН підняла корабель та транспортувала його на ремонт до Києва.
Відремонтований корабель увійшов до складу Дніпровської, а згодом, 17 липня 1940 року до Пінської військової флотилії. Командиром судна став старший лейтенант О. І. Варганов. Початок німецько-радянської війни «Вітебськ» зустрів у складі дивізіону моніторів Пінської військової флотилії. Через кілька годин монітор отримав наказ з декількома іншими кораблями флотилії вийти до Бреста по Дніпровсько-Бузькому каналу. Але вже 24 червня він знову повернувся до Пінська через падіння води у каналі. 28 червня корабель відійшов до містечка Лунинець, а 12 липня — до району Річиця для підтримки контрудару 21-ї армії. 15 липня корабель висадив партизанський десант поблизу села Нова Білиця, що на річці Березина, здійснюючи при цьому вогневу підтримку сухопутних військ. Тим не менш, у відповідь супротивник обстріляв судно, через що «Вітебську» довелось відійти.
З липня і до вересня 1941 року «Вітебськ» активно діяв на Березині біля міста Бобруйськ, на Прип'яті, на річці Десна біля міста Остер, на Дніпрі біля Києва, Сухолуччя, Домантові та на Десні. 18 серпня на Березині отримав незначні пошкодження під час ворожого авіабомбардування. Влітку 1941 року Військова Рада Західного фронту представила корабель до нагороди орденом Червоного Прапору.
В ніч на 31 серпня 1941 року «Вітебськ» брав участь разом з іншими кораблями ПВФ, що входили до складу Березинського та Прип'ятьського загонів річкових кораблів, у прориві до Києва із району Чорнобиль — Домантове, минаючи село Окунінове, де на той момент розташовувався плацдарм 6-ї німецької армії. Біля села Сваром'я монітор отримав пряме влучення, але все ж таки дійшов до Києва. З 7 і до 17 вересня діяв на річці Десна разом з канонеркою «Білорус». 10 вересня 1941 року Військова Рада Південно-Західного фронту вдруге представила «Вітебськ» до нагороди орденом Червоного Прапору. 18 вересня під час відходу радянських військ з Києва та рубежів річки Десна екіпаж підірвав свій монітор неподалік деснянського села Хотянівка. 6 жовтня «Вітебськ» вивели із списків кораблів ВМФ.